# Тропоя (округ)
Тропоя (алб. Rrethi i Tropojës) — один з 36 округів Албанії, розташований на північному сході країни.
Округ займає територію 1043 км² і відноситься до області Кукес. Адміністративний центр — місто Байрам-Цуррі.
Майже 75% населення сповідує іслам, решта 25% — католики. Назва округу походить від містечка Тропоя, історичного центру однойменного регіону.

## Географічне положення
Округ розташований на північному сході країни, на кордоні з Косово і Чорногорією.
Тропоя лежить в гірському районі в східній частині Північно-Албанських Альп. Друга за висотою гора Албанії, Езерца (2693 м), розташована на західному кордоні округу, крім цього, на території округу знаходиться ще дюжина двотисячників.
У центральній частині округу, між населеними пунктами Байрам-Цуррі і Тропоя лежить невелика рівнина. Південна межа утворена річкою Дрин, загачена в східній частині у водосховище Фієрза, а на заході — в Команське водосховище. Головна річка округу — Валбона. Це також назва долини, що тягнеться від Байрам-Цуррі на північний захід, а також села в цій же долині. Близько 8000 га в долині Валбона є національним парком.
Округ Тропоя також називають гірською країною Джяковіца, за назвою однойменного міста в Косово, лежачого в 25 км від Тропої. За Лондонським мирним договором 1913 року, що встановив нові кордони Албанії, Тропоя була відрізана від свого головного торгового центру, а багато сімей розділені. Кордони були знову відкриті лише по закінченні війни в Косово у 1999 році через митний перехід Qafa Morinës на гірському перевалі висотою 568 м. Уздовж кордону в цих місцях дотепер знаходять не розірвані міни.

## Економіка і промисловість
Тропоя має погане транспортне сполучення з іншими округами. На заході і півночі цьому перешкоджають високі гори. В жалюгідному стані знаходиться дорога на південний схід через округ Хас в Кукес, шлях на південь через округу Пука і Мірдита теж складний. Найкраще добиратися сюди поромом по Команського водосховища, що курсує раз на день. У травні 2006 року відкрилася після ремонту дорога в Джяковіцу.
Як і у всій Північній Албанії, після падіння комуністичного режиму в окрузі стався сильний відтік населення. Більшість шахт, які ведуть видобуток хромітів, бокситів і міді, були закриті. Щоб прогодуватися, багато перебралися ближче до міст Тирана і Шкодер, де виникли цілі нетрі.
Більшість населення зайняте в сільському господарстві. З усіх корисних копалин ведеться видобуток лише каоліну.

## Адміністративний поділ
Територіально округ розділений на місто Байрам-Цуррі і 7 громад: Bujan, Bytyç, Fierza, Lekbibaj, Llugaj, Маргегай, Тропоя.